# エロイ・ヒメネス
エロイ・アルトゥーロ・ヒメネス・ソラーノ（Eloy Arturo Jiménez Solano, スペイン語発音: [e.ˈloi̯ xi.ˈme.nes]，英語発音: [ˈilɔɪ ˌhɪˈmɛˌnɛz]; 1996年11月27日 - ）は、ドミニカ共和国サントドミンゴ出身のプロ野球選手（外野手）。右投右打。MLBのタンパベイ・レイズ傘下所属。

## 経歴

### プロ入りとカブス傘下時代
2013年、アマチュア・フリーエージェント最上位に選ばれた。7月、シカゴ・カブスとアマチュア・フリーエージェント契約を結んでプロ入り。
2014年に傘下のルーキー級アリゾナリーグ・カブスでプロデビュー。42試合に出場して打率.227、3本塁打、27打点、3盗塁を記録した。
2015年はA-級ユージーン・エメラルズでプレーし、57試合に出場して打率.284、7本塁打、33打点、3盗塁を記録した。
2016年はA級サウスベンド・カブスでプレーし、112試合に出場して打率.329、14本塁打、81打点、8盗塁を記録した。また、この年はオールスター・フューチャーズゲームの世界選抜に選出され、打っては本塁打、守備でも柵越えキャッチを披露した。オフにはアリゾナ・フォールリーグに参加し、メサ・ソーラーソックスに所属した。
2017年は開幕からA+級マートルビーチ・ペリカンズでプレー。6月29日には2年連続でオールスター・フューチャーズゲームの世界選抜に選出された。

### ホワイトソックス時代
2017年7月13日にホセ・キンタナとのトレードで、ディラン・シース、他2名のマイナー選手と共にシカゴ・ホワイトソックスへ移籍した。移籍後は傘下のA+級ウィンストン・セイラム・ダッシュとAA級バーミングハム・バロンズでプレーし、移籍前を含めた3球団合計で89試合に出場して打率.312、19本塁打、65打点、1盗塁を記録した。オフの11月20日にはルール・ファイブ・ドラフトでの流出を防ぐために40人枠入りした。
2019年3月21日にメジャーデビュー前の選手では異例となる6年総額4300万ドルで契約した。2025年からの2年間は球団側が選択権を持つオプションが付き、行使されれば最大8年総額7750万ドルになる。3月28日のカンザスシティ・ロイヤルズとの開幕戦で「5番・左翼手」メジャーデビューし、初打点を記録した。開幕から試合に出場し続け、4月12日のニューヨーク・ヤンキース戦でジョナサン・ホールダーからメジャー初本塁打を放った。また次の打席でも本塁打を放ち、新人選手の1試合2本塁打は球団では1980年9月7日のハロルド・ベインズ以来、史上2人目の記録となった。 またアウェーの選手がヤンキー・スタジアムで初本塁打を記録したのは1993年のマニー・ラミレス以来となった。4月26日のデトロイト・タイガース戦で守備の際に右足首を負傷し、28日に故障者リスト入りし、復帰まで約1ケ月費やした。9月22日のタイガース戦でデビュー1年目にして30本塁打を記録した。122試合の出場でに打率.267、31本塁打、79打点、出塁率.315を記録した。新人王の投票では、ヨルダン・アルバレス、ジョン・ミーンズ、ブランドン・ロウに次ぐ4位だった。
2020年は60試合制の短縮シーズンとなる。55試合に出場し、打率.296、14本塁打、41打点、出塁率.332の好成績で、球団として12年ぶりのポストシーズン進出に貢献した。オフにシルバースラッガー賞を受賞した。
2021年3月24日、スプリングトレーニングのオークランド・アスレチックス戦でショーン・マーフィーの打球をフェンスの上まで腕を伸ばして捕球しようとした際に左胸筋腱を断裂し、同月30日に手術したため、復帰まで5～6ヶ月かかると見込まれた。そのため55試合の出場に留まった。
2022年4月24日に右ハムストリングスの負傷で故障者リスト入りした。手術を受けた為に2ヶ月以上離脱し、7月6日のミネソタ・ツインズ戦で復帰した。この年は84試合に出場して、打率.295、16本塁打、54打点、OPS.858を記録した。
2023年はシーズン開幕前の3月に開催された第5回WBCのドミニカ代表に選出された。シーズンでは当初は好調であったが、5月6日に虫垂切除術を受け、離脱した。この年は120試合に出場し、打率.272、18本塁打、64打点、OPS.758を記録した。

### オリオールズ時代
2024年7月30日にトレイ・マクガフとのトレードで、ボルチモア・オリオールズに移籍した。しかし、結果を残すことが出来ず、9月24日にAAA級グウィネット・ストライパーズに降格した。10月3日にポストシーズンのロースター入りを果たすも、チームはこの日行われたカンザスシティ・ロイヤルズとの試合に敗れて連敗し、敗退した。この年は2球団合計で98試合に出場し、打率.238、6本塁打、23打点、OPS.626を記録した。オフの11月2日に球団オプションが行使されず、FAとなった。

### レイズ傘下時代
2024年12月23日にタンパベイ・レイズとマイナー契約を結び、2025年のスプリングトレーニングに招待選手として参加することになった。

## 選手としての特徴
強肩強打の大型外野手として本塁打王も狙える逸材と言われ、広角に飛ばす技術もある。

## 詳細情報

### 年度別打撃成績
| 年 度    | 球 団    | 試 合 | 打 席 | 打 数 | 得 点 | 安 打 | 二 塁 打 | 三 塁 打 | 本 塁 打 | 塁 打 | 打 点 | 盗 塁 | 盗 塁 死 | 犠 打 | 犠 飛 | 四 球 | 敬 遠 | 死 球 | 三 振 | 併 殺 打 | 打 率 | 出 塁 率 | 長 打 率 | O P S |
| -------- | -------- | ----- | ----- | ----- | ----- | ----- | -------- | -------- | -------- | ----- | ----- | ----- | -------- | ----- | ----- | ----- | ----- | ----- | ----- | -------- | ----- | -------- | -------- | ----- |
| 2019     | CWS      | 122   | 504   | 468   | 69    | 125   | 18       | 2        | 31       | 240   | 79    | 0     | 0        | 0     | 2     | 30    | 0     | 4     | 134   | 11       | .267  | .315     | .513     | .828  |
| 2020     | CWS      | 55    | 226   | 213   | 26    | 63    | 14       | 0        | 14       | 119   | 41    | 0     | 0        | 0     | 1     | 12    | 0     | 0     | 56    | 4        | .296  | .332     | .559     | .891  |
| 2021     | CWS      | 55    | 231   | 213   | 23    | 53    | 10       | 0        | 10       | 93    | 37    | 0     | 0        | 0     | 1     | 16    | 0     | 1     | 57    | 8        | .249  | .303     | .437     | .740  |
| 2022     | CWS      | 84    | 327   | 292   | 40    | 86    | 12       | 0        | 16       | 146   | 54    | 0     | 0        | 0     | 4     | 28    | 0     | 3     | 72    | 8        | .295  | .358     | .500     | .858  |
| 2023     | CWS      | 120   | 489   | 456   | 50    | 124   | 23       | 0        | 18       | 201   | 64    | 0     | 0        | 0     | 2     | 30    | 2     | 1     | 93    | 13       | .272  | .317     | .441     | .758  |
| 2024     | CWS      | 65    | 249   | 229   | 18    | 55    | 9        | 0        | 5        | 79    | 16    | 3     | 0        | 0     | 1     | 18    | 1     | 1     | 47    | 11       | .240  | .297     | .345     | .642  |
| 2024     | BAL      | 33    | 100   | 95    | 7     | 22    | 5        | 0        | 1        | 30    | 7     | 0     | 0        | 0     | 0     | 4     | 0     | 1     | 23    | 2        | .232  | .270     | .316     | .586  |
| '24計    | BAL      | 98    | 349   | 324   | 25    | 77    | 14       | 0        | 6        | 109   | 23    | 3     | 0        | 0     | 1     | 22    | 1     | 2     | 70    | 13       | .238  | .289     | .336     | .625  |
| MLB：6年 | MLB：6年 | 534   | 2126  | 1966  | 233   | 528   | 91       | 2        | 95       | 908   | 298   | 3     | 0        | 0     | 11    | 138   | 3     | 11    | 482   | 57       | .269  | .318     | .462     | .780  |

- 2024年度シーズン終了時

### MLBポストシーズン打撃成績
| 年 度     | 球 団     | シ リ ｜ ズ | 試 合 | 打 席 | 打 数 | 得 点 | 安 打 | 二 塁 打 | 三 塁 打 | 本 塁 打 | 塁 打 | 打 点 | 盗 塁 | 盗 塁 死 | 犠 打 | 犠 飛 | 四 球 | 敬 遠 | 死 球 | 三 振 | 併 殺 打 | 打 率 | 出 塁 率 | 長 打 率 |
| --------- | --------- | ----------- | ----- | ----- | ----- | ----- | ----- | -------- | -------- | -------- | ----- | ----- | ----- | -------- | ----- | ----- | ----- | ----- | ----- | ----- | -------- | ----- | -------- | -------- |
| 2020      | CWS       | ALWC        | 1     | 2     | 2     | 0     | 1     | 1        | 0        | 0        | 2     | 0     | 0     | 0        | 0     | 0     | 0     | 0     | 0     | 0     | 0        | .500  | .500     | 1.000    |
| 2021      | CWS       | ALDS        | 4     | 17    | 17    | 0     | 5     | 0        | 0        | 0        | 5     | 3     | 0     | 0        | 0     | 0     | 0     | 0     | 0     | 5     | 1        | .294  | .294     | .294     |
| 出場：2回 | 出場：2回 | 出場：2回   | 5     | 19    | 19    | 0     | 6     | 1        | 0        | 0        | 7     | 3     | 0     | 0        | 0     | 0     | 0     | 0     | 0     | 5     | 1        | .316  | .316     | .368     |

- 2024年度シーズン終了時

### WBCでの打撃成績
| 年 度 | 代 表          | 試 合 | 打 席 | 打 数 | 得 点 | 安 打 | 二 塁 打 | 三 塁 打 | 本 塁 打 | 塁 打 | 打 点 | 盗 塁 | 盗 塁 死 | 犠 飛 | 四 球 | 敬 遠 | 死 球 | 三 振 | 併 殺 打 | 打 率 | 出 塁 率 | 長 打 率 |
| ----- | -------------- | ----- | ----- | ----- | ----- | ----- | -------- | -------- | -------- | ----- | ----- | ----- | -------- | ----- | ----- | ----- | ----- | ----- | -------- | ----- | -------- | -------- |
| 2023  | ドミニカ共和国 | 3     | 11    | 11    | 0     | 5     | 1        | 0        | 0        | 6     | 2     | 0     | 0        | 0     | 0     | 0     | 0     | 2     | 0        | .455  | .455     | .545     |

### 年度別守備成績
| 年 度 | 球 団 | 左翼（LF） | 左翼（LF） | 左翼（LF） | 左翼（LF） | 左翼（LF） | 左翼（LF） | 右翼（RF） | 右翼（RF） | 右翼（RF） | 右翼（RF） | 右翼（RF） | 右翼（RF） |
| 年 度 | 球 団 | 試 合      | 刺 殺      | 補 殺      | 失 策      | 併 殺      | 守 備 率   | 試 合      | 刺 殺      | 補 殺      | 失 策      | 併 殺      | 守 備 率   |
| ----- | ----- | ---------- | ---------- | ---------- | ---------- | ---------- | ---------- | ---------- | ---------- | ---------- | ---------- | ---------- | ---------- |
| 2019  | CWS   | 114        | 190        | 6          | 3          | 1          | .985       | -          | -          | -          | -          | -          | -          |
| 2020  | CWS   | 54         | 68         | 0          | 1          | 0          | .986       | -          | -          | -          | -          | -          | -          |
| 2021  | CWS   | 37         | 59         | 1          | 1          | 0          | .984       | -          | -          | -          | -          | -          | -          |
| 2022  | CWS   | 30         | 49         | 0          | 0          | 0          | 1.000      | -          | -          | -          | -          | -          | -          |
| 2023  | CWS   | -          | -          | -          | -          | -          | -          | 14         | 22         | 0          | 0          | 0          | 1.000      |
| 2024  | CWS   | -          | -          | -          | -          | -          | -          | 1          | 1          | 0          | 0          | 0          | 1.000      |
| MLB   | MLB   | 235        | 366        | 7          | 5          | 1          | .987       | 15         | 23         | 0          | 0          | 0          | 1.000      |

- 2024年度シーズン終了時

### 表彰
- シルバースラッガー賞（外野手部門）：1回（2020年）
- en:Topps All-Star Rookie Team：2019年（外野手部門）

### 記録
MiLB
- オールスター・フューチャーズゲーム選出：2回（2016年 - 2017年）

### 背番号
- 74（2019年 - 2024年7月29日）
- 72（2024年8月1日 - 同年終了）

### 代表歴
- 2023 ワールド・ベースボール・クラシック・ドミニカ共和国代表